# 湖北省图书馆
湖北省图书馆老馆位于中華人民共和国湖北省武汉市武昌蛇山南麓，馆舍面积近3万平方米，馆藏总量现已达470万余册(件)，其中古籍善本45万余册。新馆位于武昌区公正路25号，沙湖南侧，临近楚河汉街。

## 历史沿革
湖北省图书馆始建于1904年，由时任湖广总督张之洞创办，是中国最早建立的省级公共图书馆之一。

## 现状
湖北省图书馆现有职工200多人，现辟有各类阅览室27个，外借窗口6个。全年365天对外开放，为读者提供借阅、咨询、课题服务、代查代译、网上查询等服务。现累计有持证读者18万余人，年接待读者120余万人次，书刊流通270余万册次。旧馆已于2012年12月1日对外关闭。
湖北省图书馆新馆主体建筑为地上8层，地下2层，总建筑面积10万平方米，属一类高层建筑，可藏书1000万册，日接待能力达1万人次，办证借还全程自助。投入使用时为中国单体建筑面积最大的省级图书馆。
新馆于2012年12月8日正式对外开放，试运行期间仅向读者开放地下一层至三层。

## 机构设置

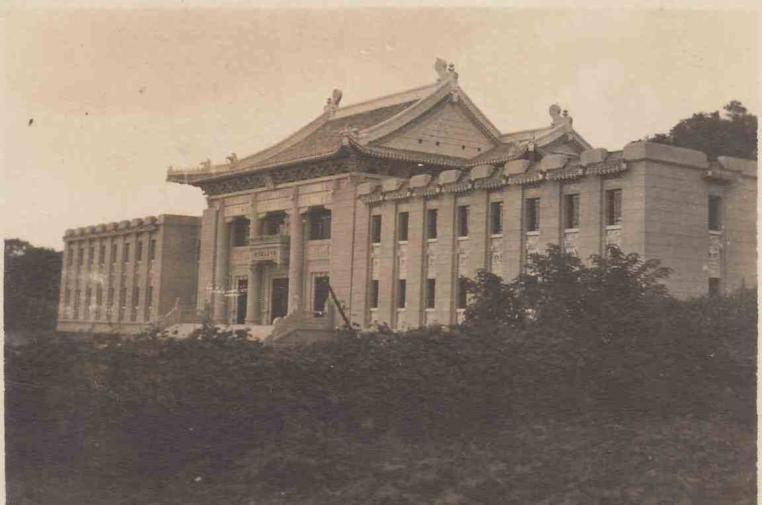
武昌圖書館老照片（李锐藏）

- 采编部
- 少儿书刊部
- 基建部
- 业务拓展部
- 报刊部
- 图书借阅部
- 信息咨询部
- 特藏与地方文献部
- 网络与数字资源部
- 财务部
- 教育培训部
- 馆长办公室
- 党委办公室
- 读者活动部
- 物业管理部
- 宣传策划部
- 保卫部
- 离退休干部工作部
- 理论研究部
- 辅导部
- 工会